# Anguiano
Anguiano is een gemeente in de Spaanse provincie en regio La Rioja met een oppervlakte van 90,89 km². Anguiano telt 537 inwoners (1 januari 2016).

## Demografische ontwikkeling

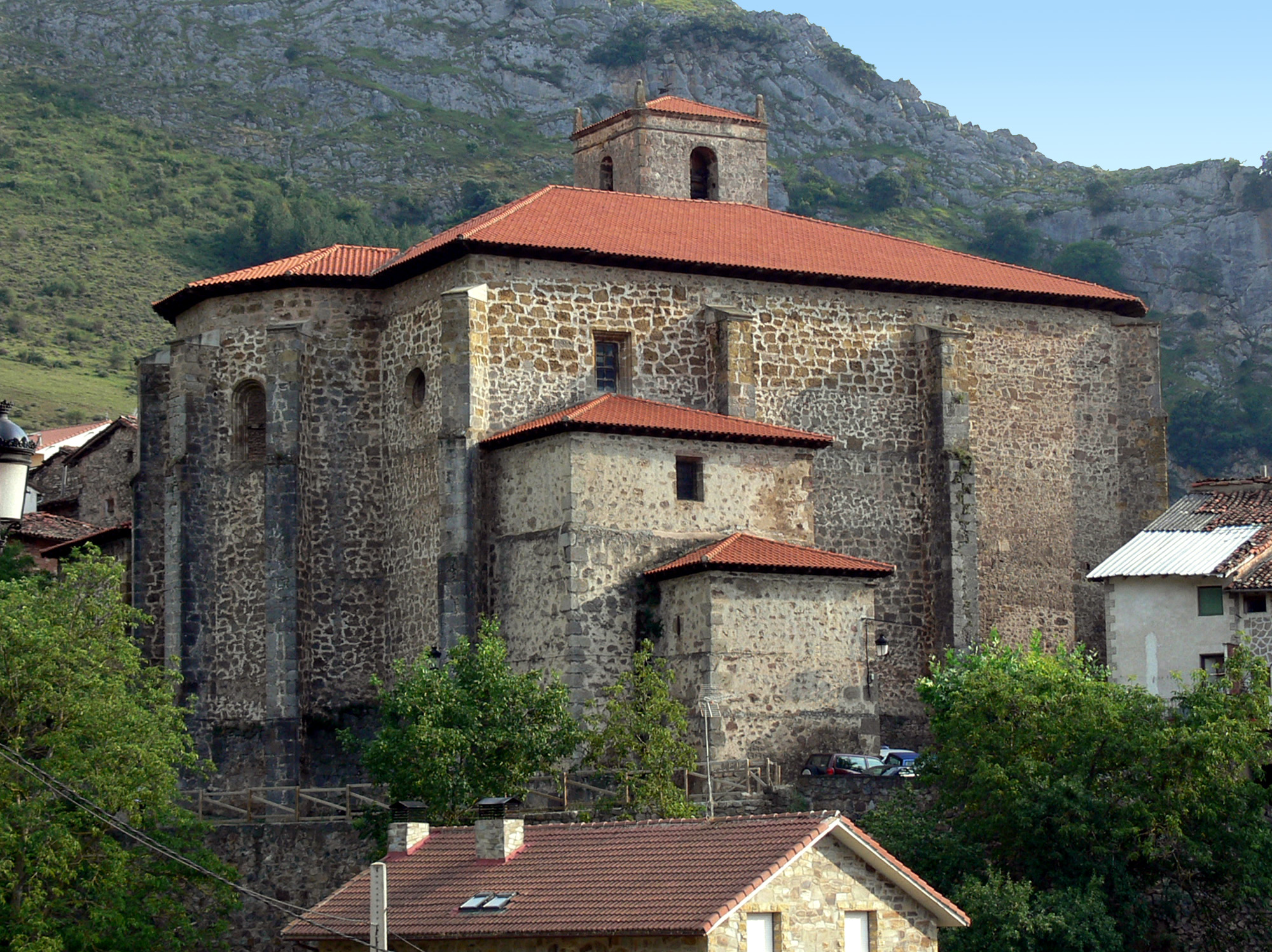
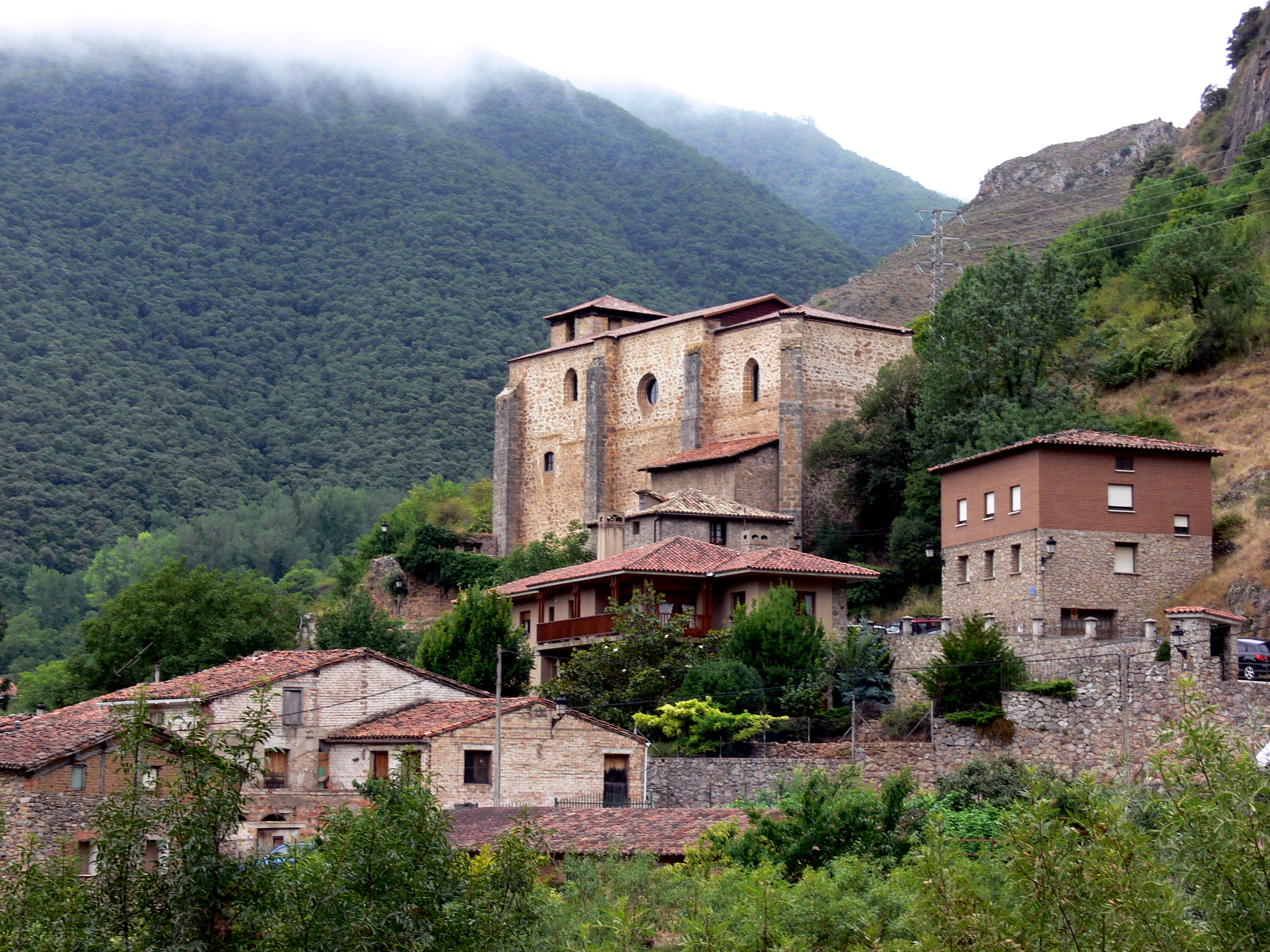
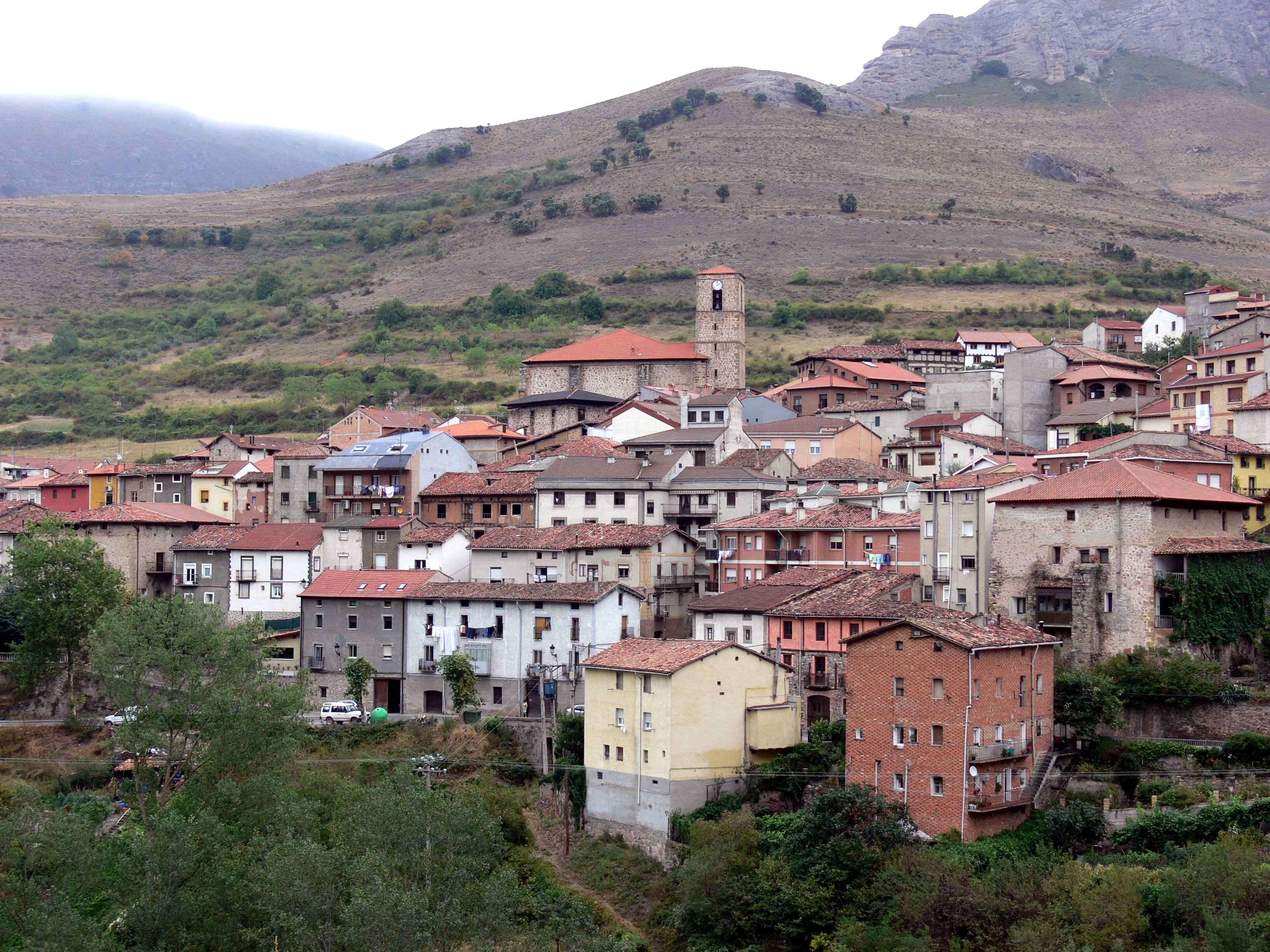
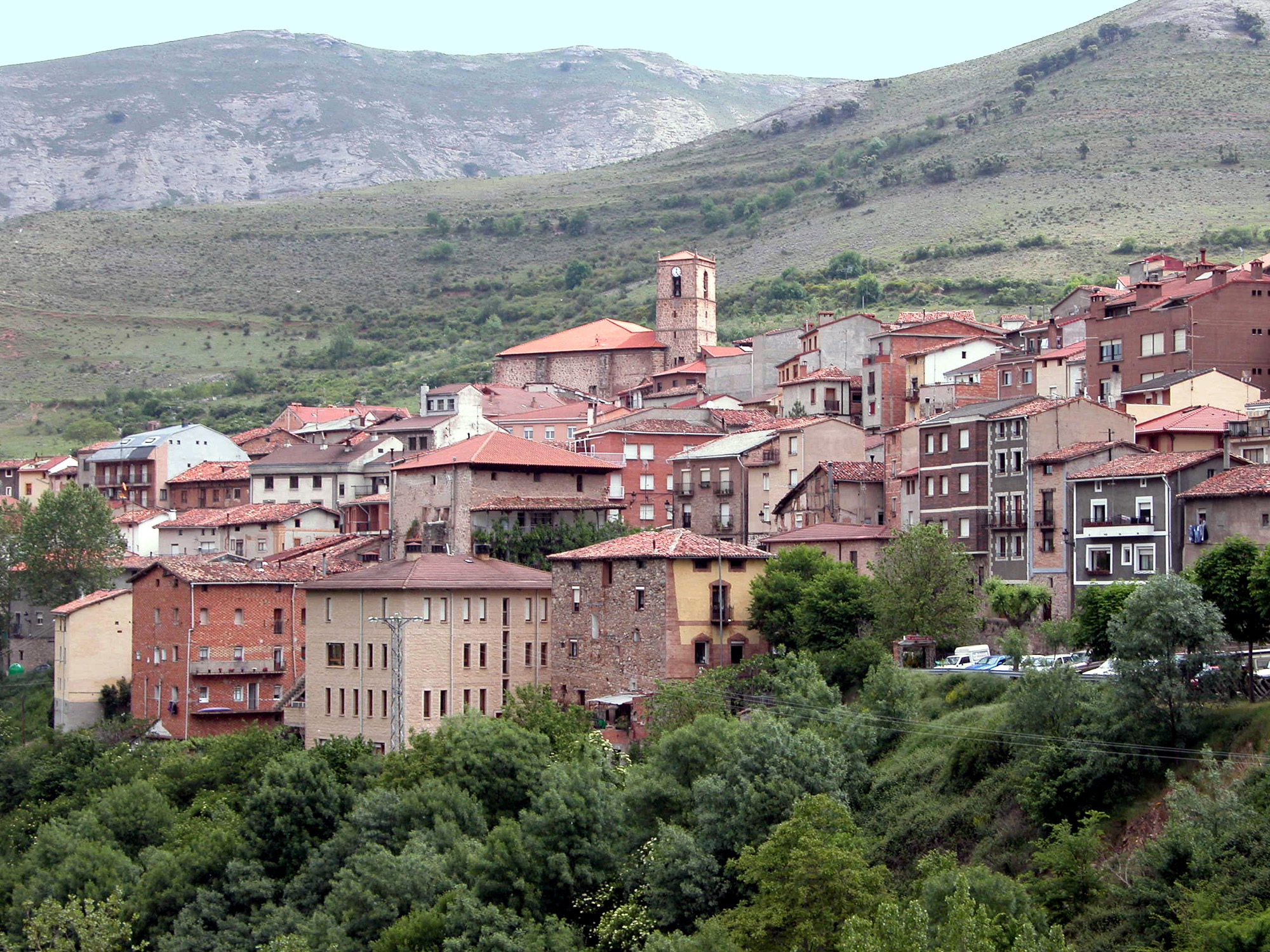
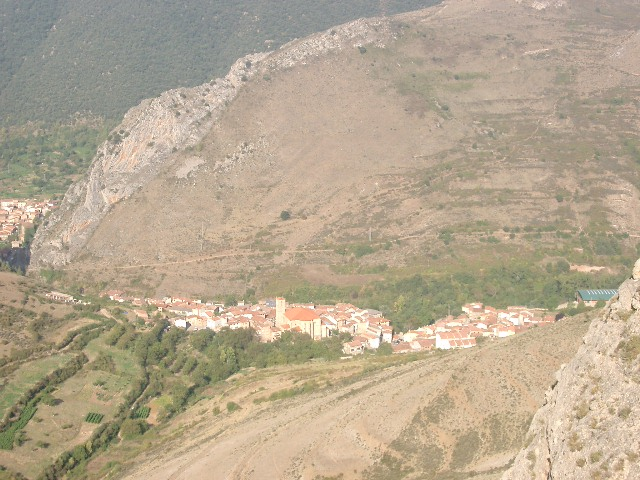

Bron: INE, 1857-2011: volkstellingen